# Адміністративний поділ Молдови
Республіка Молдова — унітарна держава, яка поділяється на 39 адміністративних одиниць першого рівня: 32 райони, 5 муніципіїв та 2 автономні утворення. Загалом у Молдові 60 міст та 917 сіл.
Частину території країни займає невизнана самопроголошена республіка Придністров'я. Території, що перебувають під її контролем, офіційно входять до Автономного територіального утворення з особливим правовим статусом Придністров'я, що є однією з автономій.

## 1991-1999
У 1991-1999 у Молдові було збережено поділ на 40 районів, який існував у Молдавській РСР станом на 1990 рік. Однак, 1991 року деякі райони було перейменовано:
- Котовський → Гинчештський (Гинчешть)
- Кутузовський → Яловенський (Яловень)
- Лазовський → Синжерейський (Синджерей)
- Суворовський → Штефан-Водський (Штефан-Вода)

## 1999-2002
Восени 1998 року парламент країни вніс зміни і доповнення в закон «Про місцеве публічне управління», за якими було розмежовано компетенції сіл (комун), міст (муніципій) та районів. Тож з 1999 року по лютий 2003 Молдова поділялася на 9 повітів, 1 муніципальне та 2 адміністративно-територіальні утворення.
- Білецький повіт (Județul Bălți)
- Тягиньський повіт (Județul Tighina)
- Ґаґаузія (адміністративно-територіальне утворення)
- Дубосарський повіт (адміністративно-територіальне утворення на лівобережжі Дністра)
- Єдинецький повіт (Județul Edineț)
- Кагульський повіт (Județul Cahul)
- Кишинів (муніципальне утворення)
- Кишинівський повіт (Județul Chișinău)
- Лапушненський повіт (Județul Lăpușna)
- Оргіївський повіт (Județul Orhei)
- Сорокинський повіт (Județul Soroca)
- Унґенський повіт (Județul Ungheni)

## Сучасний поділ

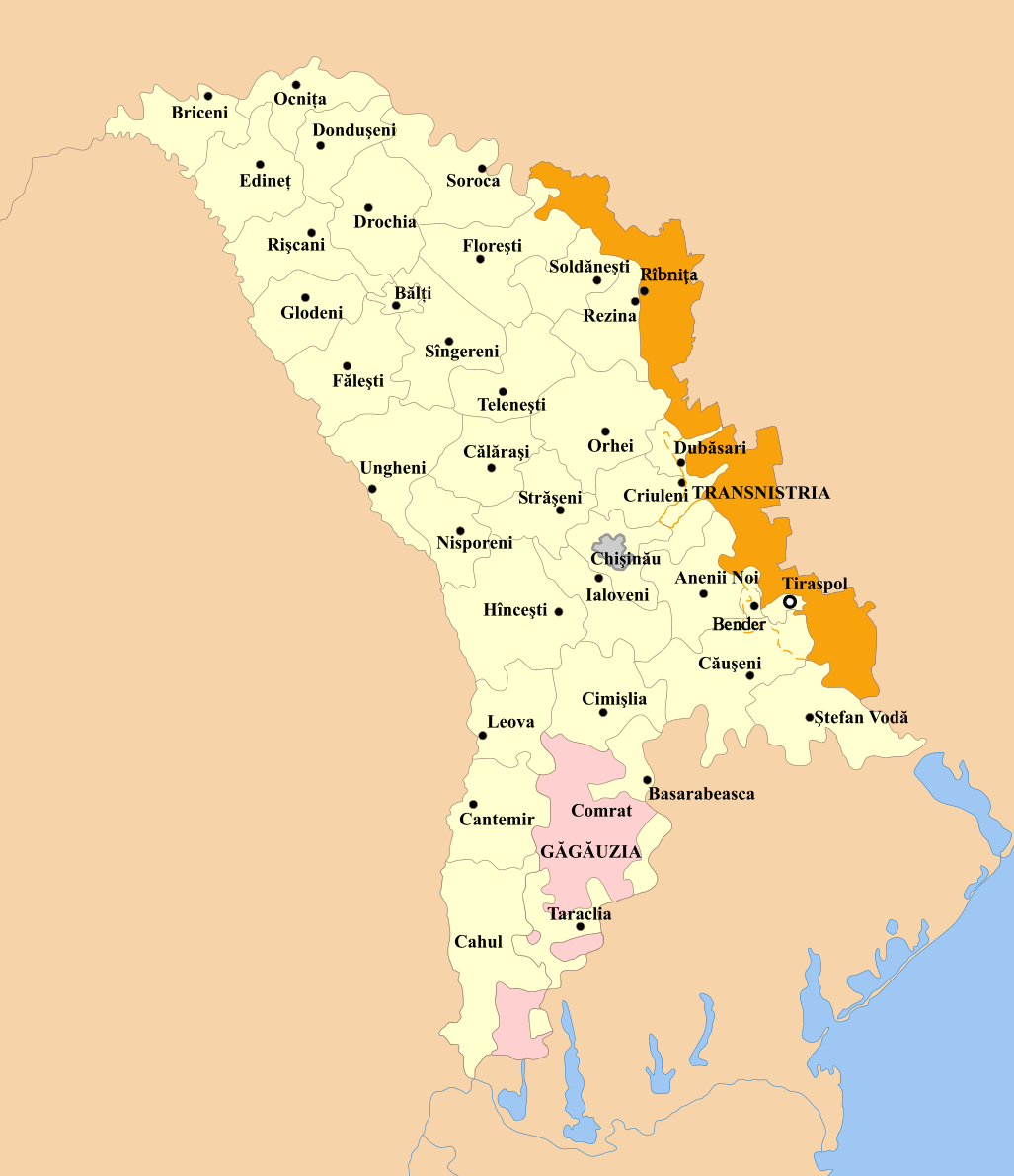
Адміністративні одиниці Молдови

Сучасний поділ було прийнято 27 грудня 2001 року законом №764, опублікованим 29 січня 2002 року. Він має такий вигляд:
- 32 райони:[1]:

| 1. Аненій-Ной 2. Бесарабяска 3. Брічень 4. Гинчешть 5. Ґлодень 6. Дондушень 7. Дрокія 8. Дубасарь | 1. Єдінец 2. Кагул 3. Калараш 4. Кантемір 5. Каушень 6. Кріулень 7. Леова 8. Ніспорень | 1. Окніца 2. Оргей 3. Резіна 4. Ришкань 5. Синджерей 6. Сорока 7. Страшень 8. Тараклія | 1. Теленешть 2. Унґень 3. Фалешть 4. Флорешть 5. Чімішлія 6. Шолданешть 7. Штефан-Вода 8. Яловень |

- 13 муніципій:

| 1. Кишинів 2. Белць 3. Бендер 4. Єдинці 5. Кагул 6. Комрат 7. Оргіїв | 1. Сороки 2. Страшени 3. Тирасполь 4. Унгени 5. Хинчешти 6. Чадир-Лунга |

- 1 автономне територіальне утворення:

| 1. Гагаузія |

- 1 регіон:

| 1. Придністров'я |

## Детальний список
| Номер   | Тип            | Назва         | Адмін. центр | Муніципії | Міста | Комуни | Села/селища без свого управління | Загалом |
| ------- | -------------- | ------------- | ------------ | --------- | ----- | ------ | -------------------------------- | ------- |
| 1       | муніципія      | Кишинів       | —            | 1         | 6     | 12     | 16                               | 35      |
| 2       | муніципія      | Белць         | —            | 1         | —     | 2      | —                                | 3       |
| 3       | муніципія      | Бендер        | —            | 1         | —     | 1      | —                                | 2       |
| 4       | муніципія      | Єдинці        | —            | 1         | —     | —      | —                                | —       |
| 5       | муніципія      | Комрат        | —            | 1         | —     | —      | —                                | —       |
| 6       | муніципія      | Кагул         | —            | 1         | —     | —      | —                                | —       |
| 7       | муніципія      | Оргіїв        | —            | 1         | —     | —      | —                                | —       |
| 8       | муніципія      | Сороки        | —            | 1         | —     | —      | —                                | —       |
| 9       | муніципія      | Страшени      | —            | 1         | —     | —      | —                                | —       |
| 10      | муніципія      | Тирасполь     | —            | 1         | —     | —      | —                                | —       |
| 11      | муніципія      | Унгени        | —            | 1         | —     | —      | —                                | —       |
| 12      | муніципія      | Хинчешти      | —            | 1         | —     | —      | —                                | —       |
| 13      | муніципія      | Чадир-Лунга   | —            | 1         | —     | —      | —                                | —       |
| 14      | автон.тер.утв. | Гагаузія      | Комрат       | 1         | 2     | 23     | 6                                | 32      |
| 15      | тер. утв.      | Придністров'я | Тирасполь    | 1         | 9     | 69     | 68                               | 147     |
| 16      | район          | Аненій-Ной    | Аненій-Ной   | —         | 1     | 25     | 19                               | 45      |
| 17      | район          | Бесарабяска   | Бессарабка   | —         | 1     | 6      | 3                                | 10      |
| 18      | район          | Бричень       | Бричани      | —         | 2     | 26     | 11                               | 39      |
| 19      | район          | Гинчешть      | Гинчешти     | —         | 1     | 38     | 24                               | 63      |
| 20      | район          | Глодень       | Глодяни      | —         | 1     | 18     | 16                               | 35      |
| 21      | район          | Дондушень     | Дондушень    | —         | 1     | 21     | 8                                | 30      |
| 22      | район          | Дрокія        | Дрокія       | —         | 1     | 27     | 12                               | 40      |
| 23      | район          | Дубасарь      | Кочієри      | —         | —     | 11     | 4                                | 15      |
| 24      | район          | Єдінец        | Єдинці       | —         | 2     | 30     | 17                               | 49      |
| 25      | район          | Кагул         | Кагул        | —         | 1     | 36     | 18                               | 55      |
| 26      | район          | Калараш       | Калараш      | —         | 1     | 27     | 16                               | 44      |
| 27      | район          | Кантемір      | Кантемір     | —         | 1     | 26     | 24                               | 51      |
| 28      | район          | Каушень       | Каушани      | —         | 2     | 28     | 18                               | 48      |
| 29      | район          | Кріулень      | Криуляни     | —         | 1     | 24     | 18                               | 43      |
| 30      | район          | Леова         | Леова        | —         | 2     | 23     | 14                               | 39      |
| 31      | район          | Ніспорень     | Ніспорени    | —         | 1     | 22     | 16                               | 39      |
| 32      | район          | Окніца        | Окниця       | —         | 3     | 18     | 12                               | 33      |
| 33      | район          | Оргей         | Оргіїв       | —         | 1     | 37     | 37                               | 75      |
| 34      | район          | Резина        | Резина       | —         | 1     | 24     | 16                               | 41      |
| 35      | район          | Ришкань       | Ришкани      | —         | 2     | 26     | 27                               | 55      |
| 36      | район          | Синджерей     | Синжерея     | —         | 2     | 24     | 44                               | 70      |
| 37      | район          | Сорока        | Сороки       | —         | 1     | 34     | 33                               | 68      |
| 38      | район          | Страшень      | Страшени     | —         | 2     | 25     | 12                               | 39      |
| 39      | район          | Тараклія      | Тараклія     | —         | 1     | 14     | 11                               | 26      |
| 40      | район          | Теленешть     | Теленешти    | —         | 1     | 30     | 23                               | 54      |
| 41      | район          | Унгень        | Унгени       | —         | 2     | 31     | 41                               | 74      |
| 42      | район          | Фалешть       | Фалешти      | —         | 1     | 32     | 43                               | 76      |
| 43      | район          | Флорешть      | Флорешти     | —         | 3     | 37     | 34                               | 74      |
| 44      | район          | Чимішлія      | Чимішлія     | —         | 1     | 22     | 16                               | 39      |
| 45      | район          | Шолданешть    | Шолданешти   | —         | 1     | 22     | 10                               | 33      |
| 46      | район          | Штефан-Вода   | Штефан-Воде  | —         | 1     | 22     | 3                                | 26      |
| 47      | район          | Яловень       | Яловени      | —         | 1     | 24     | 9                                | 34      |
| Загалом | Загалом        | Загалом       | Загалом      | 5         | 60    | 917    | 699                              | 1681    |